# Laudenberg (Kürten)
Laudenberg ist ein Wohnplatz in der Gemeinde Kürten im Rheinisch-Bergischen Kreis.

## Lage und Beschreibung
Der Ort liegt an der Bundesstraße 506 ganz im Norden der Gemeinde Kürten an der Grenze zur Stadt Wipperfürth. Er gliedert sich in einzelne Teile, die auch Ober-, Mittel-, Unter- und Neulaudenberg genannt werden.

## Geschichte
Der Name Laudenberg leitet sich nach Deutung des örtlichen Geschichtsvereins ab von lugen, das lauten, rufen, gewahr werden bedeutet. Hier bedeutet es Berg mit weiter Sicht. Mundartlich spricht man vom Luggenberch. Laut Dittmaier geht das Bestimmungswort eher auf den Personennamen Laudo zurück.
Der Ort lag an dem Heerweg Köln–Wipperfürth–Soest, einer bedeutenden mittelalterlichen Altfernstraße von Köln über Wipperfürth nach Soest. Die Trasse der alten Höhenstraße wird bis auf kleine Abweichungen noch heute von der Bundesstraße 506 genutzt.
Die Topographia Ducatus Montani des Erich Philipp Ploennies aus dem Jahre 1715, Blatt Amt Steinbach, belegt, dass der Ort bereits 1715 als Ort mit mehreren Höfen bestand und als Ludenberg bezeichnet wurde. Carl Friedrich von Wiebeking benennt die Hofschaft auf seiner Charte des Herzogthums Berg 1789 als Luttenberg. Aus ihr geht hervor, dass Laudenberg zu dieser Zeit Teil der Exklave der Oberhonschaft in der Honschaft Berg im Kirchspiel Kürten im Landgericht Kürten war.
Unter der französischen Verwaltung zwischen 1806 und 1813 wurde das Amt Steinbach aufgelöst und Laudenberg wurde politisch der Mairie Kürten im Kanton Wipperfürth  im Arrondissement Elberfeld zugeordnet. 1816 wandelten die Preußen die Mairie zur Bürgermeisterei Kürten im Kreis Wipperfürth. Laudenberg gehörte zu dieser Zeit zur Gemeinde Kürten.
Im Laufe der Zeit wurden die Teile von Laudenberg einzeln benannt.

### Oberlaudenberg
Der Ort ist auf der Topographischen Aufnahme der Rheinlande von 1824 und auf der Preußischen Uraufnahme von 1840 als Oberlaudenberg verzeichnet. Ab der Preußischen Neuaufnahme von 1892 ist er auf Messtischblättern regelmäßig als Oberlaudenberg verzeichnet.
1822 lebten 31 Menschen im als Hof kategorisierten und Laudenberg bezeichneten Ort. Er gehörte zum Amt Kürten und katholischen Kirchspiel Kürten. 1830 werden in Laudenberg 28 Einwohner im Kirchdorf Kürten in der Bürgermeisterei Kürten gezählt. Der 1845 laut der Uebersicht des Regierungs-Bezirks Cöln als Hof kategorisierte Ort besaß zu dieser Zeit vier Wohnhäuser. Zu dieser Zeit lebten 27 Einwohner im Ort, davon alle katholischen Bekenntnisses. Der Ort gehörte zum Pfarre Kürten und zur Bürgermeisterei Kürten. Die Gemeinde- und Gutbezirksstatistik der Rheinprovinz führt Oberlaudenberg 1871 mit vier Wohnhäusern und 16 Einwohnern im Dorf Kürten auf. Im Gemeindelexikon für die Provinz Rheinland von 1888 werden vier Wohnhäuser mit 19 Einwohnern angegeben und der Ort mit Ober Laudenberg bezeichnet und gehörte der Gemeinde Kürten an. 1895 hatte der Ort vier Wohnhäuser und 27 Einwohner. 1905 besaß der Ort drei Wohnhäuser und 21 Einwohner.

### Mittellaudenberg
Der Ort ist auf der Topographischen Aufnahme der Rheinlande von 1824 und auf der Preußischen Uraufnahme von 1840 als Mittellaudenberg verzeichnet. Ab der Preußischen Neuaufnahme von 1892 ist er auf Messtischblättern regelmäßig als Mittellaudenberg verzeichnet.
1822 lebten 21 Menschen im als Hof kategorisierten und Laudenberg bezeichneten Ort. Er gehörte zum katholischen Kirchspiel Wipperfeld, allerdings politisch zum Amt Kürten. 1830 werden in Laudenberg 24 Einwohner im Kirchdorf Wipperfeld in der Bürgermeisterei Olpe gezählt. Der 1845 laut der Uebersicht des Regierungs-Bezirks Cöln als Hof kategorisierte Ort besaß zu dieser Zeit fünf Wohnhäuser. Zu dieser Zeit lebten 27 Einwohner im Ort, davon alle katholischen Bekenntnisses. Der Ort zählt zum katholischen Kirchspiel Wipperfeld und zur Bürgermeisterei Olpe. Die Gemeinde- und Gutbezirksstatistik der Rheinprovinz führt Mittellaudenberg 1871 mit drei Wohnhäusern und 22 Einwohnern auf. Der Ort wird geführt im Dorf Wipperfeld und der Bürgermeisterei Olpe. Im Gemeindelexikon für die Provinz Rheinland von 1888 werden Wohnhäuser mit Einwohnern angegeben und der Ort mit bezeichnet. 1895 hatte der Ort drei Wohnhäuser und 19 Einwohner in der Gemeinde Wipperfeld. 1905 besaß der Ort vier Wohnhäuser und 19 Einwohner und gehörte zur Landgemeinde Wipperfeld.

### Unterlaudenberg
Der Ort ist auf der Topographischen Aufnahme der Rheinlande von 1824 und auf der Preußischen Uraufnahme von 1840 als Unterlaudenberg verzeichnet. Ab der Preußischen Neuaufnahme von 1892 ist er auf Messtischblättern regelmäßig als Unterlaudenberg verzeichnet.
1830 hatte der Ort acht Einwohner und wurde mit Laudenberg bezeichnet. Er gehörte zur Bürgermeisterei Olpe und zum Kirchspiel Kürten. Der 1845 laut der Uebersicht des Regierungs-Bezirks Cöln als Hof kategorisierte Ort besaß zu dieser Zeit zwei Wohnhäuser. Zu dieser Zeit lebten zwölf Einwohner im Unterlaudenberg genannten Ort, davon alle katholischen Bekenntnisses. Die Gemeinde- und Gutbezirksstatistik der Rheinprovinz führt Unterlaudenberg 1871 mit zwei Wohnhäusern und 13 Einwohnern auf. Im Gemeindelexikon für die Provinz Rheinland von 1888 werden zwei Wohnhäuser mit neun Einwohnern angegeben und der Ort mit Unter Laudenberg bezeichnet. 1895 hatte der Ort zwei Wohnhäuser und elf Einwohner. 1905 besaß der Ort ein Wohnhäuser und 13 Einwohner und wurde Hinter Laudenberg genannt.

### Neulaudenberg
Der 1845 laut der Uebersicht des Regierungs-Bezirks Cöln als isoliertes Haus kategorisierte Ort besaß zu dieser Zeit ein Wohnhaus. Zu dieser Zeit lebten sechs Einwohner im Neu-Laudenberg genannten Ort, davon alle katholischen Bekenntnisses. Der Ort gehörte zur Bürgermeisterei Olpe und zum katholischen Kirchspiel Kürten. Die Gemeinde- und Gutbezirksstatistik der Rheinprovinz führt Neulaudenberg, hier Gut Neulaudenberg genannt, 1871 mit einem Wohnhaus und zehn Einwohnern auf. Im Gemeindelexikon für die Provinz Rheinland von 1888 werden ein Wohnhäuser mit acht Einwohnern angegeben und der Ort mit Neu Laudenberg bezeichnet. 1895 hatte der Ort ein Wohnhäuser und sieben Einwohner. 1905 besaß der Ort ein Wohnhäuser und fünf Einwohner und gehörte konfessionell zum katholischen Kirchspiel Kürten.

### 20. Jahrhundert
1927 wurden die Bürgermeisterei Kürten in das Amt Kürten und die Bürgermeisterei Olpe in das Amt Olpe überführt. In der Weimarer Republik wurden 1929 die Ämter Kürten mit den Gemeinden Kürten und Bechen und Olpe mit den Gemeinden Olpe und Wipperfeld zum Amt Kürten zusammengelegt. Der Kreis Wipperfürth ging am 1. Oktober 1932 in den Rheinisch-Bergischen Kreis mit Sitz in Bergisch Gladbach auf.
1975 entstand aufgrund des Köln-Gesetzes die heutige Gemeinde Kürten, zu der neben den Ämtern Kürten, Bechen und Olpe ein Teilgebiet der Stadt Bensberg mit Dürscheid und den umliegenden Gebieten kam. Zwar wurde die Gemeinde Wipperfeld an die Stadt Wipperfürth abgegeben, allerdings ohne Laudenberg, das bei Kürten blieb.